# Nandipha Mntambo
Nandipha Mntambo (sinh năm 1982) là một nghệ sĩ Nam Phi đã trở nên nổi tiếng với các tác phẩm điêu khắc, video và ảnh tập trung vào cơ thể và bản sắc của con người bằng cách sử dụng các vật liệu tự nhiên, hữu cơ.

## Cuộc sống
Nandipha Mntambo sinh tại Swaziland, Nam Phi, vào năm 1982. Cô tốt nghiệp thạc sĩ Mỹ thuật (với sự phân biệt) của trường nghệ thuật Michaelis, Đại học Cape Town, vào tháng 6 năm 2007. Cô sống và làm việc ở Nam Phi.

## Triết lý công việc
Trong công việc của mình, Mntambo tập trung vào cơ thể con người và bản chất hữu cơ của bản sắc, sử dụng vật liệu tự nhiên chủ yếu và thử nghiệm với các tác phẩm điêu khắc, video và nhiếp ảnh. Một trong những vật liệu yêu thích của cô là da bò, thường được sử dụng như lớp phủ cho cơ thể người - tác phẩm điêu khắc không xương - và do đó dao động giữa việc gợi lên các sản phẩm may mặc có thể được thả tự nhiên theo ý muốn và các cơ quan đã từng sống, thở, như người với bốn dạ dày. Mntambo cảm nhận sự mơ hồ này và thích gây ấn tượng với sự căng thẳng giữa cảnh tượng và khó coi bằng cách thao túng cách người xem cân nhắc hai khía cạnh của những thứ che giấu. Cô sử dụng cơ thể của chính mình làm khuôn cho những tác phẩm điêu khắc này và không có ý định đưa ra một tuyên bố rõ ràng về nữ tính. Thay vào đó, Mntambo sử dụng những vật che giấu này để khám phá sự phân chia giữa động vật và con người, cũng như sự phân chia giữa lực hút và lực đẩy.